# Guglielmo IV di Baviera
Guglielmo IV di Baviera (Monaco di Baviera, 13 novembre 1493 – Monaco di Baviera, 7 marzo 1550) fu duca di Baviera dal 1508 al 1550, fino al 1545 con il fratello Ludovico X di Baviera, poi da solo fino alla sua morte.
Nacque a Monaco di Baviera da Alberto IV e Cunegonda d'Asburgo, una delle figlie dell'imperatore Federico III.

## Attività politica
Guglielmo inizialmente simpatizzò per la riforma luterana ma, in un secondo tempo, cambiò visione, divenendo maggiormente popolare in Baviera. Nel 1522 Guglielmo firmò infatti il primo concordato religioso bavarese che bandiva la promulgazione delle tesi di Martin Lutero. Dopo un accordo con papa Clemente VII nel 1524, Guglielmo divenne il leader tedesco della Controriforma, rimanendo comunque in opposizione con gli Asburgo, ai quali già il fratello Ludovico X aveva conteso la corona di Boemia. Entrambi i duchi riuscirono ad opporsi alla Guerra dei Contadini nel Sud della Germania, in alleanza con l'Arcivescovo di Salisburgo nel 1525.
Il conflitto con gli Asburgo terminò nel 1534 quando entrambi i duchi sottoscrissero un accordo con Ferdinando I a Linz. Guglielmo supportò inoltre Carlo V nella sua guerra contro la Lega di Smalcalda nel 1546.

## Attività culturale
Guglielmo fu un grande collezionista e promotore delle arti. Tra le tante commissioni si ricordano la Battaglia di Issus di Albrecht Altdorfer (oggi posta presso l'Alte Pinakothek di Monaco).
Il 23 aprile 1516, prima di un importante ritrovo di cavalieri e nobiluomini a Ingolstadt, firmò il famoso documento sulla regolazione della purezza per la produzione della birra bavarese, stabilendo gli ingredienti essenziali ed unici (acqua, malto, luppolo ed ovviamente lievito, non ancora conosciuto in quei tempi) che dovessero essere necessarie per produrre questo prodotto ancora oggi tipico ed apprezzato in tutto il mondo. Questo atto rimase in vigore sino al 1986, quando venne sostituito dalla regolazione sanitaria dell'Unione europea. 
Ancora oggi, però, le birre tedesche sono considerate pure, in quanto non "contaminate" da altri ingredienti, in contrapposizione alle due altre grandi scuole di pensiero (Gran Bretagna e soprattutto Belgio).
Guglielmo è sepolto nella Chiesa di Nostra Signora di Monaco.

## Matrimonio ed eredi
Guglielmo sposò nel 1522 Maria Giacomina di Baden. Da questo matrimonio nacquero i seguenti figli che raggiunsero l'età adulta:
- Alberto (1528-1579);
- Matilde (1532-1565), sposò il margravio Filiberto di Baden-Baden.

## Ascendenza
|                                  |                     |                                     | Genitori                           |  |  | Nonni |  |  | Bisnonni                  |  |  | Trisnonni              |  |
|                                  |                     |                                     |                                    |  |  |       |  |  | Ernesto di Baviera-Monaco |  |  | Giovanni II di Baviera |  |
|                                  |                     |                                     |                                    |  |  |       |  |  | Ernesto di Baviera-Monaco |  |  | Giovanni II di Baviera |  |
|                                  |                     | Caterina di Gorizia                 |                                    |  |  |       |  |  | Ernesto di Baviera-Monaco |  |  |                        |  |
| Alberto III di Baviera           |                     |                                     |                                    |  |  |       |  |  | Ernesto di Baviera-Monaco |  |  |                        |  |
|                                  |                     | Elisabetta Visconti                 | Bernabò Visconti                   |  |  |       |  |  |                           |  |  |                        |  |
|                                  |                     | Elisabetta Visconti                 | Bernabò Visconti                   |  |  |       |  |  |                           |  |  |                        |  |
|                                  |                     | Elisabetta Visconti                 | Beatrice Regina della Scala        |  |  |       |  |  |                           |  |  |                        |  |
| Alberto IV di Baviera            |                     | Elisabetta Visconti                 |                                    |  |  |       |  |  |                           |  |  |                        |  |
|                                  |                     | Erich I di Braunschweig-Grubenhagen | Alberto I di Brunswick-Grubenhagen |  |  |       |  |  |                           |  |  |                        |  |
|                                  |                     | Erich I di Braunschweig-Grubenhagen | Alberto I di Brunswick-Grubenhagen |  |  |       |  |  |                           |  |  |                        |  |
|                                  |                     | Erich I di Braunschweig-Grubenhagen | Agnese I di Brunswick-Lüneburg     |  |  |       |  |  |                           |  |  |                        |  |
| Anna di Braunschweig-Grubenhagen |                     | Erich I di Braunschweig-Grubenhagen |                                    |  |  |       |  |  |                           |  |  |                        |  |
|                                  |                     | Elisabetta di Brunswick-Göttingen   | Ottone I di Brunswick-Göttingen    |  |  |       |  |  |                           |  |  |                        |  |
|                                  |                     | Elisabetta di Brunswick-Göttingen   | Ottone I di Brunswick-Göttingen    |  |  |       |  |  |                           |  |  |                        |  |
|                                  |                     | Elisabetta di Brunswick-Göttingen   | Margherita di Berg                 |  |  |       |  |  |                           |  |  |                        |  |
| Guglielmo IV di Baviera          |                     | Elisabetta di Brunswick-Göttingen   |                                    |  |  |       |  |  |                           |  |  |                        |  |
|                                  | Ernesto I d'Asburgo | Leopoldo III d'Asburgo              |                                    |  |  |       |  |  |                           |  |  |                        |  |
|                                  | Ernesto I d'Asburgo | Leopoldo III d'Asburgo              |                                    |  |  |       |  |  |                           |  |  |                        |  |
|                                  | Ernesto I d'Asburgo | Verde Visconti                      |                                    |  |  |       |  |  |                           |  |  |                        |  |
| Federico III d'Asburgo           | Ernesto I d'Asburgo |                                     |                                    |  |  |       |  |  |                           |  |  |                        |  |
|                                  |                     | Cimburga di Masovia                 | Siemowit IV di Masovia             |  |  |       |  |  |                           |  |  |                        |  |
|                                  |                     | Cimburga di Masovia                 | Siemowit IV di Masovia             |  |  |       |  |  |                           |  |  |                        |  |
|                                  |                     | Cimburga di Masovia                 | Alessandra di Lituania             |  |  |       |  |  |                           |  |  |                        |  |
| Cunegonda d'Austria              |                     | Cimburga di Masovia                 |                                    |  |  |       |  |  |                           |  |  |                        |  |
|                                  |                     | Edoardo del Portogallo              | Giovanni I del Portogallo          |  |  |       |  |  |                           |  |  |                        |  |
|                                  |                     | Edoardo del Portogallo              | Giovanni I del Portogallo          |  |  |       |  |  |                           |  |  |                        |  |
|                                  |                     | Edoardo del Portogallo              | Filippa di Lancaster               |  |  |       |  |  |                           |  |  |                        |  |
| Eleonora d'Aviz                  |                     | Edoardo del Portogallo              |                                    |  |  |       |  |  |                           |  |  |                        |  |
|                                  |                     | Eleonora di Trastámara              | Ferdinando I d'Aragona             |  |  |       |  |  |                           |  |  |                        |  |
|                                  |                     | Eleonora di Trastámara              | Ferdinando I d'Aragona             |  |  |       |  |  |                           |  |  |                        |  |
|                                  |                     | Eleonora di Trastámara              | Eleonora d'Alburquerque            |  |  |       |  |  |                           |  |  |                        |  |
|                                  |                     | Eleonora di Trastámara              |                                    |  |  |       |  |  |                           |  |  |                        |  |